# 藤枝守
藤枝 守（ふじえだ まもる）は、日本の現代音楽の作曲家。

## 経歴
カリフォルニア大学サンディエゴ分校では湯浅譲二、フリオ・エストラダ、モートン・フェルドマン、ゴードン・ムンマ他に師事。現在九州大学名誉教授。音楽学者の柿沼敏江は妻。

## 創作音楽に関して
藤枝守は「耳の理解をはるかに超えた複雑で緻密な作曲手法は…(中略)、けっして耳に居心地のいいものではなかった」ことから、自身の創作を展開している。聞いて感じが良いものとはなにか、それはなぜ感じが良いのか、といった2つの問いに答えることが藤枝の創作の根幹である。初期の藤枝は調性に基づいたシステマティックなパターンを西洋音楽の古典にも適用し、古典のメロディを際限なく自身の創案したパターンで「寄生」することによって音楽が生成されていた。この時期の代表作にピアノのための「遊星の民話」がある。調性的なパターンに特殊な変調を施した電子音楽もこの時期に制作された。
その後カリフォルニア大学サンディエゴ分校では湯浅譲二、フリオ・エストラダ、モートン・フェルドマン、ゴードン・ムンマ他に師事し、この地でハリー・パーチの43分割音律を知り、自身の音楽を調律の問題へシフトさせた。12平均律全盛の前衛音楽の歴史に一石を投じることができるのではと考え、音律の変更が楽な、琴、クラビコード、笙といった楽器編成に変更して電子楽器とは離れた。しかし、自身の使用する調律にはコンピュータが用いられており、古典から現代までに試みられた様々な調律を参照した自身の調律法で作曲されることが多い。近年では新たに提唱された「バッハ調律」といったもので自身の作品を演奏するなどの試みも続けている。またインスタレーションにも熱心で、実際の植物の電位変化をコンピュータ解析した結果でメロディを生成して楽曲を制作している。

## 作品・楽曲
- 使用する楽器にもこだわり、「植物文様」を収録したピアノは通常使用されることの多いスタインウェイではなくペトロフが用いられている。作品CDはコジマ録音、Tzadikほかから発売されている。

## 主要作品
- Falling Scale No. 1 - No. 7 (1975–82)
  - No. 1, 2 and 3 (piano solo)
  - No. 4 and 7 (2 pianos)
  - No. 5 (3 pianos)
  - No. 6 (prepared piano or piano)
- Upward Falling for piano (1980)
- Planetary Folklore I for piano (1980)
- Begin at the Beginning, End at the End, Begin at the End, End at the Beginning for piano (1982)
- Decorational Offering for piano (1983)
- Night Chant No. 2 for mixed chorus (1994)
- 植物文様 (1995-)
- Antiphones Resounded for mezzo-soprano, tenor, children's chorus and instrumental ensemble (1999)